# Nuestra Señora de la Esperanza (Triana)
Nuestra Señora de la Esperanza también conocida como La Esperanza de Triana es una representación de la Virgen María que se venera en Sevilla en el barrio de Triana, considerada una de las devociones más importantes de Triana y de las imágenes marianas más veneradas de Sevilla.[cita requerida] Es la titular de la Pontificia, Real e Ilustre Hermandad y Archicofradía de Nazarenos del Santísimo Sacramento y de la Pura y Limpia Concepción de la Santísima Virgen María, del Santísimo Cristo de las Tres Caídas, Nuestra Señora de la Esperanza coronada  y San Juan Evangelista. La Virgen recibió la coronación Pontificia  el 2 de junio de año 1984, siendo la única imagen de la Virgen de la ciudad con tal distinción y la única de España mediante Bula Pontificia de San Juan Pablo II, esta distinción lo tienen la Esperanza Macarena, Virgen de los Reyes o la Virgen de la Amargura, distinguiendo así la devoción de Triana. Es venerada en su capilla de los Marineros, dedicada a Nuestra Señora de la Esperanza. 
Es conocida como "La Reina  de Triana" por la enorme devoción que despierta en su barrio.
Ha sido matriz y referente a lo largo de la historia de otras corporaciones fundadas a semejanza e inspiración de la Esperanza. Tal es el caso de la Cofradía de los Marineros de Alcalá Del Río o en el siglo XX en la localidad de Dos Hermanas, cuyas dolorosas toman la advocación como evocación a la Dolorosa trianera.

## Descripción
Tradicionalmente se atribuye a Juan de Astorga (siglo XIX). Ha sido sometida a diversas restauraciones debidas a las vicisitudes de la historia, entre ellas la de Antonio Castillo Lastrucci en 1930, que realizó nueva policromía y las manos de la Virgen, como se ha demostrado posteriormente. La primitiva imagen de la Virgen había sufrido anteriormente un incendio (2 de mayo de 1898), que obligó a una restauración  por parte de Gumersindo Gómez Astorga, para ser nuevamente intervenida en 1913 por José Ordóñez, fijando sus facciones tal y como las conocemos en la actualidad.
Luis Álvarez Duarte talló un nuevo candelero (1981), resanó y repolicromó la imagen (1989), y realizó labores de mantenimiento de la imagen (2007).
En 2022, Pedro Manzano efectuó una limpieza general a la Imagen.

## Vestimentas
Durante el año la Virgen de la Esperanza luce distintos trajes conforme al momento del culto en que se encuentra la imagen:
- Para el triduo y besamanos se le viste de reina.
- Para la Cuaresma se le viste de hebrea.
- En el mes de noviembre se le viste de luto.
- Para la festividad de la Inmaculada Concepción se le viste de azul.
- Para el tiempo estival se viste de Blanco.

## Efemérides
- La familia real española visitó la capilla de los Marineros en la mañana del Viernes Santo de 1984, finalizada la estación de penitencia en la catedral de Sevilla para orar ante la imagen.
- El día 2 de junio de 1984 tuvo lugar la solemne coronación canónica pontificia de la imagen en la catedral de Sevilla.
- En la madrugada del Viernes Santo de 1995 se encontró por primera vez en la historia en la catedral con María Santísima de la Esperanza Macarena, resguardada allí por la lluvia.
- El 29 de septiembre de 1998 el rey Juan Carlos I dona el fajín de capitán general de la Armada.
- El 23 de junio de 2005 el ayuntamiento de la ciudad de Las Palmas de Gran Canaria, le concedió la medalla de oro de la ciudad de Las Palmas de Gran Canaria, acto que tuvo lugar en las fiestas fundacionales de la ciudad palmense en el auditorio de Alfredo Kraus de la capital grancanaria. Dicha ciudad cuenta con otra Esperanza, llamada la Esperanza de Vegueta.
- El 27 de marzo de 2010 se le impuso la medalla de Oro de la ciudad de Sevilla en su capilla de los Marineros.

## Coronación canónica pontificia
Su coronación fue aprobada el 7 de abril de 1983 por una bula pontificia de Juan Pablo II. El 12 de septiembre se le hizo entrega de la bula en su capilla, en una ceremonia presidida por el entonces cardenal arzobispo de Sevilla, Carlos Amigo Vallejo. La coronación canónica de la Virgen de la Esperanza de Triana es la primera aprobada mediante bula pontificia que se ha producido en la archidiócesis de Sevilla.

## Salidas extraordinarias
A lo largo de los años desde inicios del siglo XX hasta la actualidad, la imagen de la Esperanza de Triana ha realizado varias salidas procesionales fuera de la época de Semana Santa para celebrar diferentes conmemoraciones. La primera fue en 1921, cuando durante la celebración de la Velá de Santiago y Santa Ana, la Virgen recorrió las calles de Triana en una procesión de gloria, la cual volvió a repetirse en 1923 y en 1938. 
Otras importantes han sido:
- El 19 de mayo de 1929, con ocasión del congreso mariano. Procesionó con una considerable cantidad de imágenes marianas, incluida la Virgen de los Reyes (patrona de Sevilla). La Esperanza fue hasta la iglesia del Salvador en una procesión que contó con la presencia de la Infanta Doña Luisa.

- El 1 de noviembre de 1950, por la celebración de la declaración del dogma de la Asunción de María. La Virgen salió en procesión sobre el paso de la Divina Pastora de las Almas.

- El 28 de enero de 1965, con motivo de las santas misiones populares. La Esperanza se trasladó al colegio de San José de Calasanz en el barrio trianero del Tardón.

- El 2 de junio de 1984, por su coronación canónica. La Virgen se traslada a la Catedral de Sevilla siendo coronada por el cardenal Carlos Amigo Vallejo.

- En noviembre de 2000, en conmemoración del 50 aniversario del dogma de la Asunción de la Virgen. La imagen se traslada a la Parroquia de Santa Ana de Triana. Se celebraron distintos actos de culto, que concluyeron con una salida extraordinaria por Triana. La Virgen salió en procesión de gloria, sin el palio.

- Del 31 de mayo al 7 de junio de 2009, por los 25 años de su coronación canónica. La Esperanza fue llevada a la catedral. El regreso el día 6 de junio, tuvo que retrasarse por la aparición de la lluvia y recorrió calles que no suele transitar. La Virgen llegó a la Capilla de los Marineros al mediodía del día 7, domingo previo al Corpus Christi.

- El 19 de noviembre de 2016, por el IV centenario de la fusión de las hermandades de las Tres Caídas y la Esperanza. Tanto el Cristo de las Tres Caídas como la Virgen de la Esperanza fueron trasladados en andas hasta la Parroquia de Santa Ana para celebrar un triduo.

- El 30 de septiembre de 2018, para presidir una misa en la Fundación Carrere. La Virgen se trasladó en andas por las calles de Triana y llegó hasta el Tardón. Regresó a la Capilla de los Marineros ese mismo día tras concluir la misa en la residencia de ancianos de la Fundación Carrere.

- Del 1 al 3 de noviembre de 2018, con motivo del VI centenario de la fundación de la primitiva hermandad. La imagen volvió a salir en extraordinaria en apenas un mes. La Virgen se trasladó en su paso de palio a la catedral, culminando su estancia con una misa estacional el día 3.

- Del 7 al 9 de diciembre de 2024, con motivo de la procesión magna extraordinaria por la clausura del II Congreso de Hermandades y Piedad Popular. Se trata de una procesión protagonizada por las principales devociones marianas y cristíferas de la ciudad y su provincia, entre ellas: la Macarena, la Esperanza de Triana, Gran Poder y El Cachorro, la Virgen de los Reyes, la Virgen de Setefilla, la Virgen del Valme, entre otras. Durante este traslado, tuvo lugar el reencuentro entre la Esperanza Macarena y la Esperanza de Triana, las dos dolorosas más veneradas de Sevilla, 29 años después del primer encuentro en la catedral de Sevilla en 1995.

## Galería de imágenes

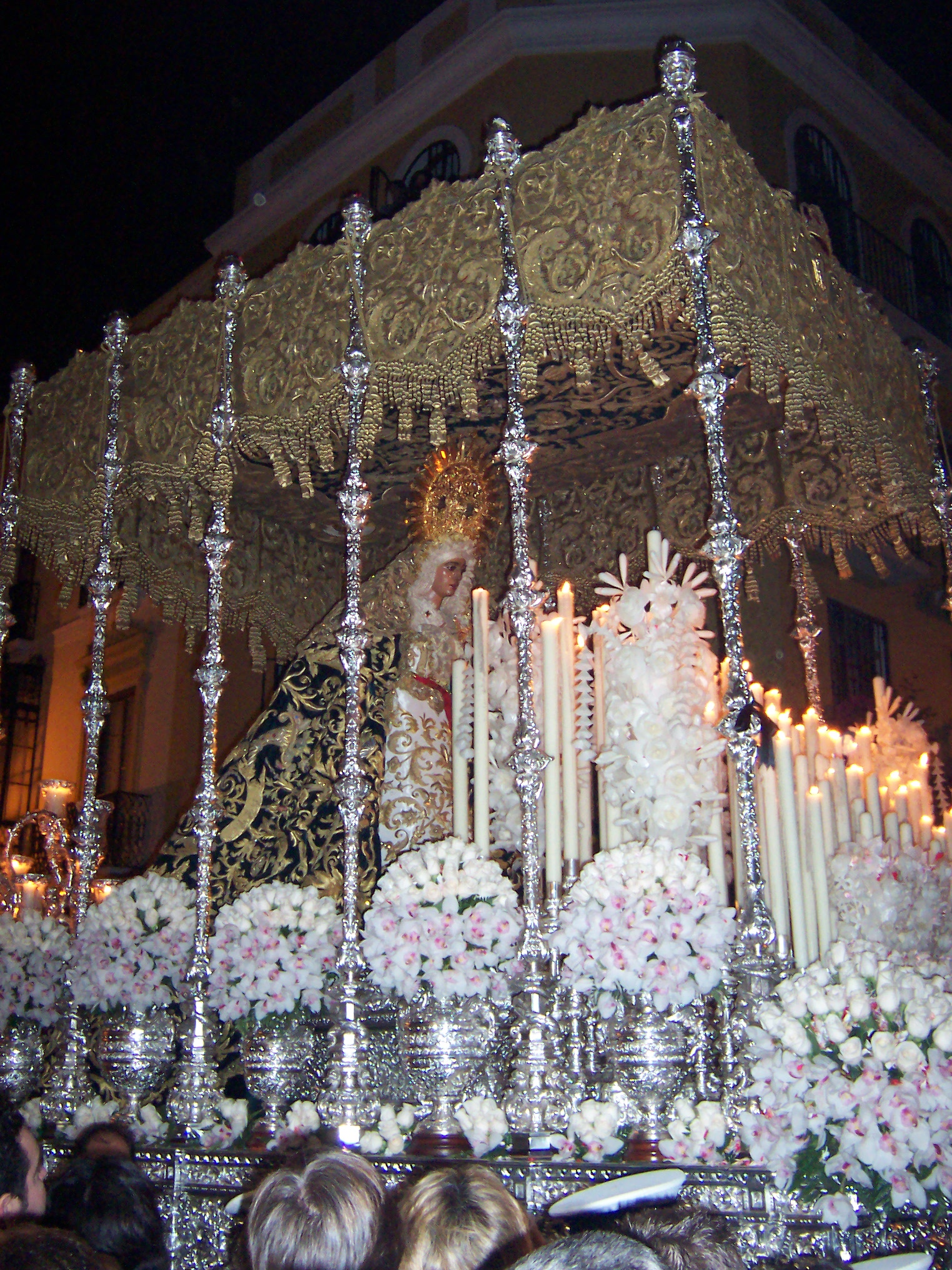
Nuestra Señora de la Esperanza
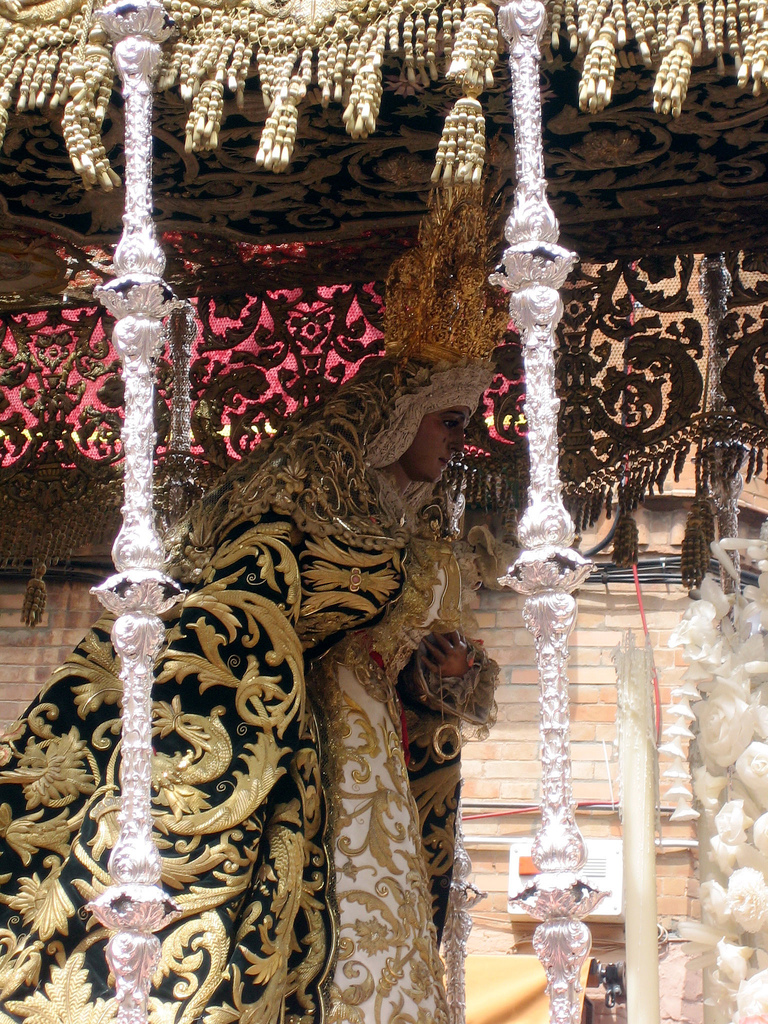
Nuestra Señora de la Esperanza de Triana
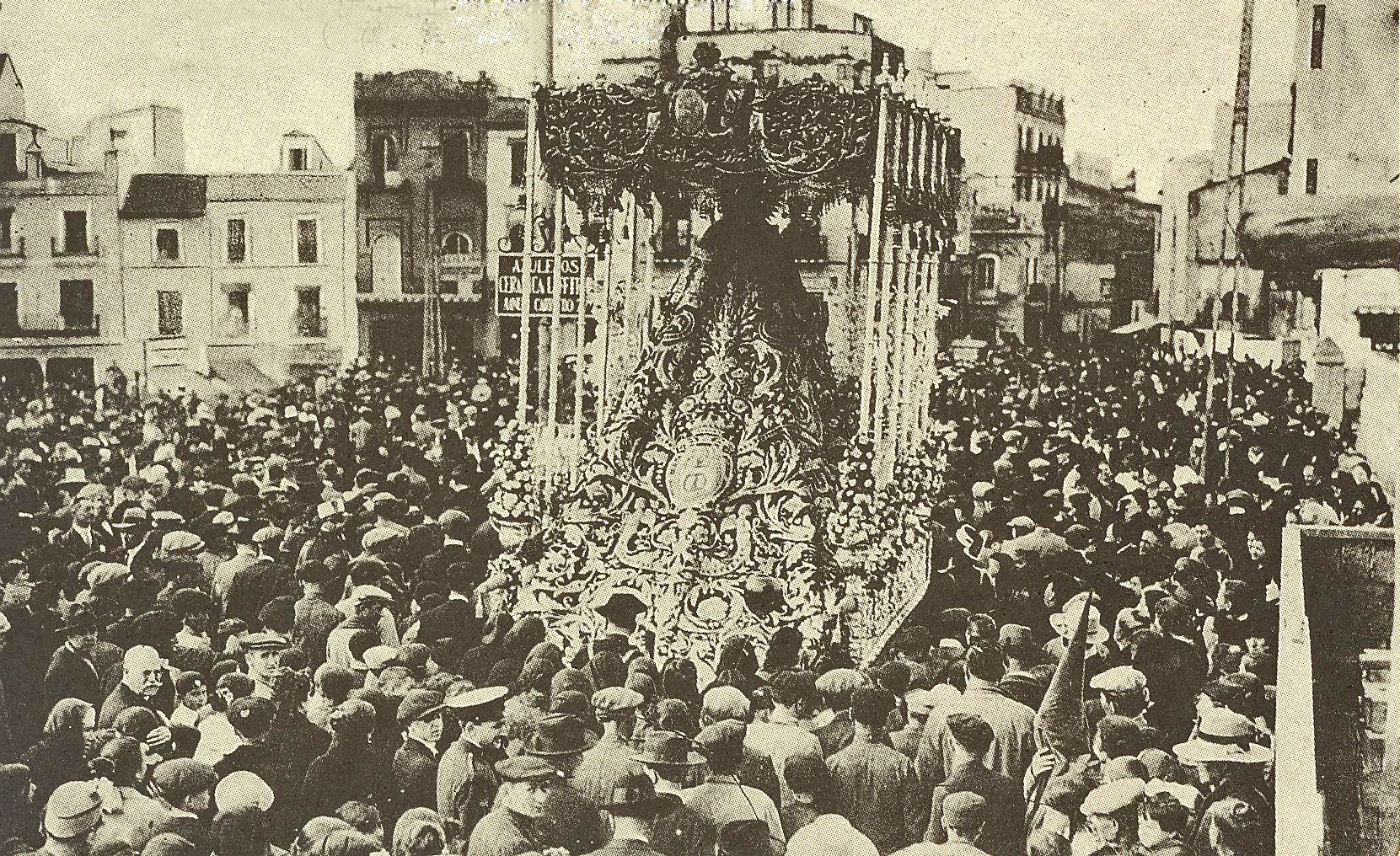
Procesión de la Esperanza de Triana, por el Altozano. Semana Santa de 1915.
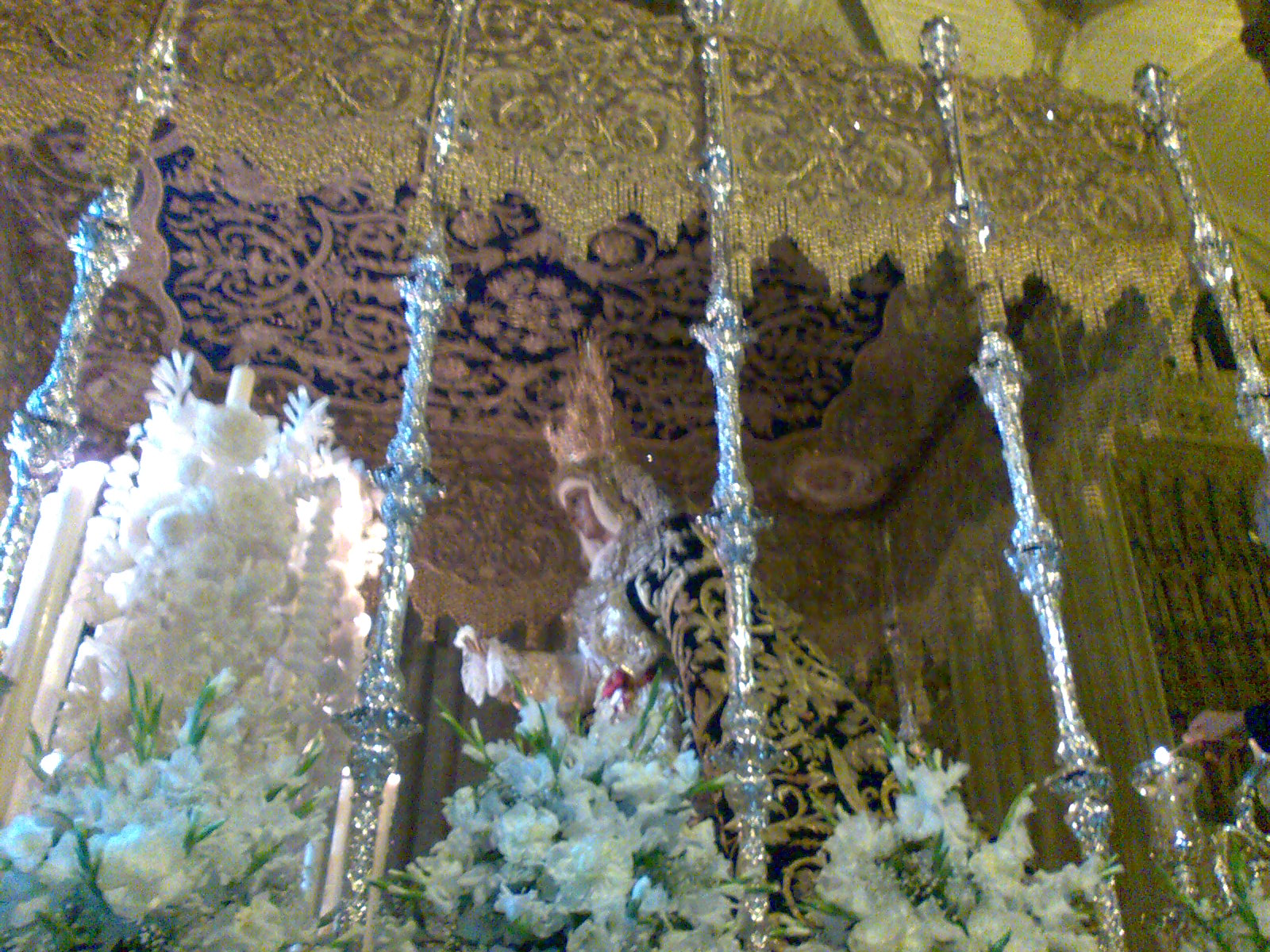
Nuestra Señora de la Esperanza en la catedral de Sevilla en el XXV aniversario de su coronación canónica pontificia.
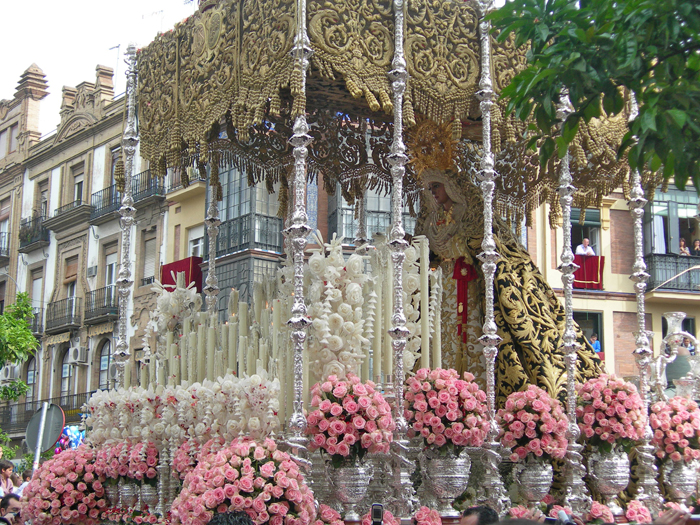
Nuestra Señora de la Esperanza en la mañana del Viernes Santo.